# Движение демократов
Движение демократов (фр. Mouvement des démocrates, MDD) — французская политическая партия, вдохновлённая левыми голлистами. Основанная Мишелем Жобером в 1975 году, она действовала до 1984 года.

## История
Мишель Жобер с 1969 по 1973 годы являлся генеральным секретарём Елисейского дворца при президенте Жорже Помпиду, в 1973—1974 гг. занимал пост министра иностранных дел Франции во втором и третьем кабинетах министров Пьера Мессмера. После избрания в 1974 году президентом Валери Жискар д’Эстена Жобер создал оппозиционное ему Движение демократов, проведшее первый съезд 15—16 марта 1975 года. В 1977 году движение сблизилось с Социалистической партией. Мишель Жобер не смог набрать необходимых 500 подписей муниципальных депутатов, дающих право баллотироваться на президентских выборах 1981 года, поэтому призвал проголосовать за Франсуа Миттерана в первом туре. Он стал министром внешней торговли (в ранге государственного министра) в первом и втором кабинетах социалиста Пьера Моруа (1981—1983 гг.), после чего оставил активную политическую деятельность; 1 октября 1984 года созданное им движение было распущено.